# مارک شاگال
مارک شاگال با نام اصلی «مارک زاخارویج چاگال» (به بلاروسی: Марк Захаравiч Шагал, Mark Zakharavitch Chagal)) (به فرانسوی: Marc Chagall) (6 ژوئیه ۱۸۸۷–۲۸ مارس ۱۹۸۵) نقاش برجسته فرانسوی - روسی و از پیشگامان سبک سوررئالیسم است.
او به عنوان یکی از پیشروان هنر مدرن، در سبک‌های مختلف هنری ذوق‌آزمایی کرد و تقریباً در تمامی رشته‌های تجسمی مانند نقاشی، تصویرگری کتاب، سرامیک، نقاشی روی شیشه، نقاشی بر روی دیوار، حکاکی روی فلزات، ترسیم، طراحی صحنه و لباس دست به خلق آثاری ماندگار زد.
شاگال با موفقیت توانست سبک‌های هنری کوبیسم، نمادگرایی و فوویسم را با یکدیگر تلفیق کند و با تکیه بر رویاهای کودکی و افسانه‌پردازی‌های ذهنی خود که همگی ریشه در زادگاهش داشتند، به سبکی کاملاً شخصی و منحصربفرد دست پیدا کند.
جهان غیرمتعارفی که او آفرید آمیزه‌ای از رنگ‌های روشن، حیوانات، گُل، انسان‌ها، عشاق، پرندگان و ماهیان در حال نواختن ساز، چهره زن بالدار، علائم یهودی و مسیحی و ویولنی با بال فرشته بود.

## زندگی

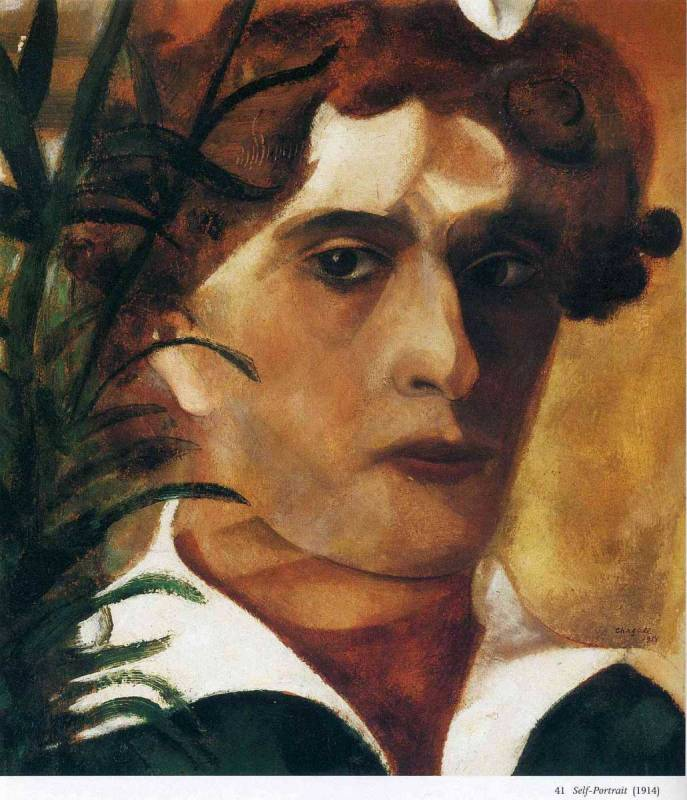
خودنگاره نقاش

### کودکی
مارک شاگال در ۷ ژوئیه ۱۸۸۷ در لیوزنا از توابع منطقه ویتبسک روسیه که امروزه یکی از منطقه‌های بلاروس است در خانواده پرجمعیت یهودی لیتوانیایی متولد شد. در آن زمان ویتبسک حدود ۶۶هزار نفر جمعیت داشت که حدود نیمی از آن‌ها یهودی بودند. مارک که در آن زمان موشه نام داشت نخستین فرزند از ۹ فرزند والدینش بود. پدرش کارگر و انباردار یکی از بازرگانان ماهی دودی بود و مادرش یک خواربارفروشی کوچک را اداره می‌کرد. با وجود آنکه پدرش به سختی کار می‌کرد اما درآمد ناچیزی داشت.

### فراگیری هنر
در روسیه آن زمان بچه‌های یهودی اجازه حضور و تحصیل در مدارس و دانشگاه‌های روسی را نداشتند. به همین خاطر شاگال تحصیلات ابتدایی را در مدرسه مذهبی یهودی گذراند و در آنجا عبری و کتاب مقدس را آموخت. شاگال در سیزده سالگی با تلاش مادرش که ۵۰ روبل به مدیر مدرسه داد، به دبیرستان عمومی رفت. شاگال تا آن زمان هیچ نوع نقاشی و طراحی ندیده بود و هنگامی که یکی از همشاگردی‌هایش را مشغول نقاشی دید، حیرت کرد. شاگال بعدها چنین گفت که در خانواده ما هیچ شکلی از هنر وجود نداشت و این مفهوم کاملاً با او بیگانه بود. در طول دوران مدرسه، شاگال به کپی‌برداری و ترسیم روی آورد و این امر منجر به علاقه بسیار او به هنر نقاشی و تبدیل این هنر به حرفه او شد. البته این تصمیم باعث خشنودی والدین وی نشد.

## فعالیت هنری

### روسیه ۱۹۰۶–۱۹۱۰
در سال ۱۹۰۶ شاگال با راضی کردن پدر و مادرش زیر نظر یک نقاش یهودی به نام «یهودا پن» (به انگلیسی: Yehuda(Yuri) Pen)، که در بیشتر مدارس یهودی دروس نقاشی و ترسیم را به دانش آموزان آموزش می‌داد، آموختن نقاشی را آغاز کرد. با وجود خوشحالی شاگال از این نوع تعلیم غیررسمی، او پس از چند ماه مدرسه را ترک کرد.
شاگال به سن پیترزبورگ رفت و بین سال‌های ۱۹۰۸ تا ۱۹۱۰، تحت تعلیم هنرمند و طراح صحنه لئون باکست در مدرسه طراحی و نقاشی زوانتسوا قرار گرفت. باور بر این است که باکست که خود یهودی بود از جمله افرادی است که شاگال را به استفاده از تم‌های یهودی در نقاشی‌هایش تشویق کرد. این امر در آن زمان و با توجه به نگاه منفی امپراتور آن زمان روسیه نسبت به یهودیان امری غیرعادی به‌شمار می‌رفت. هر چند شاگال به‌دلیل این سخت‌گیری‌ها حتی یک‌بار به زندان افتاد اما سن‌پترزبورگ را تا زمانی که به یک نقاش شناخته شده تبدیل شد، ترک نکرد.

### فرانسه ۱۹۱۰–۱۹۱۴
شاگال در سال ۱۹۱۰ به پاریس رفت و این زمانی بود که این شهر قلب تپنده هنر محسوب می‌شد و مکتب هنری کوبیسم به عنوان فرم هنری پیشرو یا آوانگارد در اروپا حاکم بود. شاگال خود را با کوبیسم هم مسیر ساخت و در آکادمی هنری کوچکی در پاریس در سن ۲۳ سالگی ثبت نام کرد. در کارهای اولیه شاگال نظیر "شاعر"، "نیم ساعت پس از ۳"، و "من و روستا"، شاگال در حال پیشروی به سمت سبک هنری کوبیسم است اما نه آنقدر که در تحصیلات آکادمیک خود فراگرفته‌است و در واقع کمی به سمت نوعی طنز، احساسات و شوخ‌طبعی در آثارش می‌پردازد.
او در آن پاریس با هنرمندانی مانند «گیوم آپولینر» و «فرنان لژه» همراه بود. شاگال در طول اقامت خود در پاریس با سبک‌های مختلف هنری آشنا شد و از هر کدام از آن‌ها بهره‌ای گرفت.
درطول مدت اقامت شاگال در پاریس او خیلی به زادگاه خود در کارهایش ارج ننهاده و تنها بارقه‌هایی از خاطرات گذشته نظیر زندگی روستایی و سرسبز، مراسم ازدواج و بازی‌های دوان کودکی به چشم می‌خورد. این تصاویر در آسمان نقاشی‌های شاگال آزادانه در حرکتند و به نوعی امضای شاگال از عشق نوستالژیک او به سرزمین مادریش است.
مناظر پاریس توانست جایی در نقاشی‌های شاگال پیدا کند. در عین حال عناصر ماورای طبیعی در آثار شاگال به عنوان مکمل آثار او و نوعی نگرش به سمت سورئالیسم است.

### روسیه و بلاروس ۱۹۱۴–۱۹۲۲
شاگال در سفر دوباره به کشور روسیه با خانمی به نام بلا روزنفلد آشنا شد و با او ازدواج کرد و از آن پس این خانم موضوع بسیاری از نقاشیهای وی گشت. مانند نقاشی «بلا با یقه سفید» (به انگلیسی: Bella with White Collar)، در سال ۱۹۱۷. در سال ۱۹۱۴ شاگال به برلین رفت و در آنجا ۲۰۰ اثر خود را در گالری استرن (به انگلیسی: Sturm Gallery)به نمایش گذاشت. با شروع جنگ جهانی اول، تصمیم شاگال برای بازگشت به پاریس عملی نشد و این دو به مدت ۹ سال دیگر در روسیه ماندند.
با شروع انقلاب بولشویکی در سال ۱۹۱۷، شاگال در روسیه ماند و به سمت کمیسر هنری درآمد و این مقام که یک مقام سیاسی بود با روحیه ضدسیاسی وی مطابقت نداشت. هر چند او به گروه‌های انقلابی نزدیک بود اما دولت حاکم که به‌دنبال «رئالیسم سوسیالیستی» بود، آثار او را چندان نمی‌پسندید و آن‌ها را بیش از اندازه مدرن می‌دانست.

### فرانسه ۱۹۲۳–۱۹۴۱
مارک شاگال و بلا روزنفلد در سال ۱۹۲۳ بالاخره کشور خود را ترک کردند و به پاریس برگشتند. در آن زمان نام شاگال در دنیای هنر اروپا و مدیترانه مطرح شده بود و او در مقابل دستمزد به خلق نقاشی‌های مربوط به عهد عتیق می‌پرداخت. هم‌چنین علاوه بر کارهایی با تم یهودی مانند «ویولونیست سبز» (به انگلیسی: Green Violinist)در سال ۱۹۲۳ یا «میرخام در حال رقص» (به انگلیسی: Dancing Mirjam) در سال ۱۹۳۱، آثاری با تم مسیحیت نیز از او به چشم می‌آمد. در این مدت علاوه بر کارهای بسیاری که او به صورت رنگ روغن بر روی بوم یا گواش انجام داد، حدود ۱۰۰ اثر تصویرسازی از کتاب انجیل بر روی فلز نیز از او در دست است.
او در این دوران شروع به نوشتن خاطراتش کرد که اکثراً در روزنامه‌ها چاپ می‌شدند. در دوران اقامت در پاریس علاوه بر نقاشی، خلق اولین آثار گرافیکی خود را نیز آغاز کرد. به عرصه لیتوگرافی نیز وارد شد و در سال‌های بعد با گسترده‌تر شدن فعالیت‌هایش بیش از هزار اثر لیتوگرافی خلق کرد. آثاری که همان جذابیت‌های نقاشی‌های پر از رنگ و نقش او را می‌توان در آن‌ها نیز دید.

### ایالات متحده ۱۹۴۱–۱۹۴۸
با شروع جنگ جهانی دوم و حکومت هیتلری رایش سوم، بسیاری از هنرمندان یهودی و غیر یهودی ملزم به رفتن به کشور آمریکا شدند و این در حالی بود که بسیاری از آثار شاگال در شهر ویشی فرانسه آتش زده شد و سوخت. در سال ۱۹۴۱ به مدد مسئول موزه هنر مدرن و دختر شاگال با نام آیدا، او در لیست هنرمندان پناهجوی جنگ جهانی دوم درآمد و آن‌ها در همان سال به شهر نیویورک عزیمت کردند.
همسر شاگال، بلا در اواخر جنگ جهانی بر اثر عفونت شدید درگذشت. شاگال و همسرش به شدت به هم وابسته بودند و در بسیاری از تابلوهای این نقاش می‌توان تصویر همسرش را دید که همراه با او یا به تنهایی در گوشه‌ای از تابلو ایستاده‌است. هم چنین در این زمان شهر زادگاه او بر اثر حمله آلمانی‌ها ویران گشته بود. این عوامل به ناراحتی عمیق شاگال کمک نمود و در نتیجه کارهای او کمتر شد. هرچند او همچنان به کار طراحی صحنه و لباس می‌پرداخت.

### فرانسه ۱۹۴۸–۱۹۸۵
شاگال مجدداً به فرانسه عزیمت کرد. او همچنان به خلق آثار نقاشی پرداخت اما این آثار مانند کارهای اولیه او نبودند و رنگ و بوی غم و فرم انتزاعی بیشتری داشتند. در واقع بیشتر سبک هنری پست امپرسیونیسم در آن‌ها به چشم می‌خورد. بسیاری از منتقدان آثار این دوره او را فاقد تمرکز مناسب می‌دانند.
کارهای برتر دو دهه آخر زندگی او بیشتر مربوط به کارهای سفارشی اوست و از آن جمله می‌توان به «شیشه‌های پنجره طرح‌دار» اشاره نمود. این شیشه‌ها به ۲۰ قبیله یهودی اشاره دارد که در مرکز درمانی هداسا در شهر اورشلیم بنا نهاده شد. هم‌چنین می‌توان به پنجره «صلح»، در سال ۱۹۴۶ برای سازمان ملل اشاره نمود؛ و «پنجره‌های آمریکا» برای مؤسسه هنری شیکاگو، ایلینوی در سال ۱۹۷۷. طراحی سقف اپرای پاریس در سال ۱۹۶۳ یا دیوارهای کنارهم «منابع موسیقی» و «پیروزی‌های موسیقی»، در سال ۱۹۶۶ برای اپرای متروپلیتن نیویورک از سایر آثار ارزشمند وی هستند.

## مرگ
شاگال در تاریخ ۲۸ مارس ۱۹۸۵ در منزل شخصی خودش در شهر سن پائول در جنوب فرانسه درگذشت. او در هنگام مرگ ۹۷ سال داشت و در کلیسای سن پائول در جنوب شرقی فرانسه به خاک سپرده شد.
رابطه شاگال با هویت یهودی‌اش «حل نشده و غم‌انگیز» بود. او بدون انجام مناسک یهودی از دنیا رفت و حتی یک غریبه یهودی برای خواندن کدیش یا نماز یهودی برای مردگان بر تابوت او پا پیش ننهاد.با آنکه آثار او بینظیر است اما نتوانست در لیست بهترین نقاشی جهان قرار بگیرد.

## آثار شاگال در ایران
برخی از تابلوهای وی هم‌اکنون در موزه هنرهای معاصر تهران و کاخ سعدآباد تهران نگهداری می‌شوند. این آثار در زمان حکومت محمدرضا شاه پهلوی و به همت فرح پهلوی خریداری شدند.

## شاگال از نگاه دیگران
میرچا الیاده دربارهٔ مارک شاگال می‌گوید:
طبیعت شاگال در تصاویر و استعاره‌ها و نمادهای باغ بهشت بسیار غنی و سرشار است. در واقع دوستی میان انسان و دنیای جانوری یک نشانه بهشت است- و شاگال دوست دارد این رابطه دوستی را با حضور خر در همه جا، در تصویر توضیح دهد. می‌دانیم که تا قبل از هبوط [از بهشت]، انسان در صلح و آرامش با حیوانات به سر می‌برد و زبان آن‌ها را می‌دانست. فقط پس از بیرون رانده شدنش از باغ فردوس بود که آدم ابوالبشر، دشمن حیوانات شد و زبان‌شان را فراموش کرد؛ بنابراین می‌توانیم بگوییم که «طبیعت» شاگال با خاطره و با حسرت و غم غربت برای باغ فردوس، دگرگون گشته و روشن و درخشان شده‌است. زوج جاافتاده‌ای که در نقاشی‌های او مکرراً ظاهر می‌شوند، فرشتگانی که در اطراف روستاها در هوا معلق و شناورند هم تصاویر یا استعاره‌های بهشت است.

## نماد
در نقاشی‌ها و آثار چاپی این هنرمند عناصری دیده می‌شوند که تکرار آن‌ها را می‌توان در بیشتر این آثار دید. هر یک از این عناصر نمادی از یکی از تفکرات این هنرمند نقاش است.
برای مثال گاو در نقاشی‌های او به‌عنوان نمادی از «بهترین شکل زندگی» شناخته می‌شود؛ درخت نماد دیگری از زندگی است؛ نوازنده ویلن، یکی دیگر از نمادهایی است که در تعداد زیادی از آثار این هنرمند به چشم می‌خورد. نوازنده ویلن در زادگاه او نقشی محوری داشت و در لحظات حساس زندگی هر فرد (تولد، ازدواج و مرگ) حضور پیدا می‌کرد تا هم پیام‌آور شادی باشد و هم اندوه. ساعت شماطه‌دار یکی دیگر از این نمادهاست که آن را در آثار شاگال هم نماد زمان می‌دانند و هم زندگی متواضعانه. پنجره، نمادی از میل به آزادی و رهایی است که گاهی اوقات شاگال از به تصویر کشیدن یک اسب برای نشان دادن این میل استفاده می‌کرد.
یکی از نکات جالب توجه در آثار این هنرمند، نشان دادن به صلیب کشیده شدن عیسی مسیح است که معمولاً در آثار هنرمندان یهودی به چشم نمی‌خورد. گروهی معتقدند شاگال در آثار خود از این تصویر استفاده می‌کرد تا پاسخی به جریان‌های فاشیستی در سال‌های پایانی دهه ۱۹۳۰ در اروپا داده باشد. او به غیر از استفاده از این تصاویر کار تصویرگری برای کتاب مقدس را نیز انجام داده‌است.

## نگارخانه

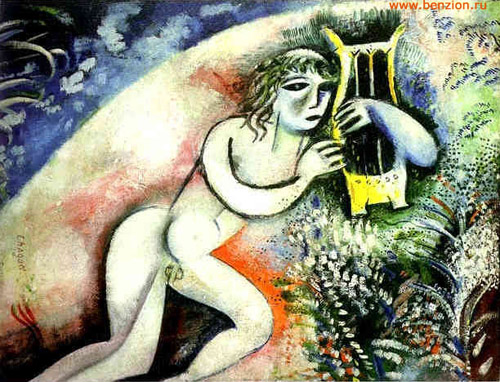
اورفه
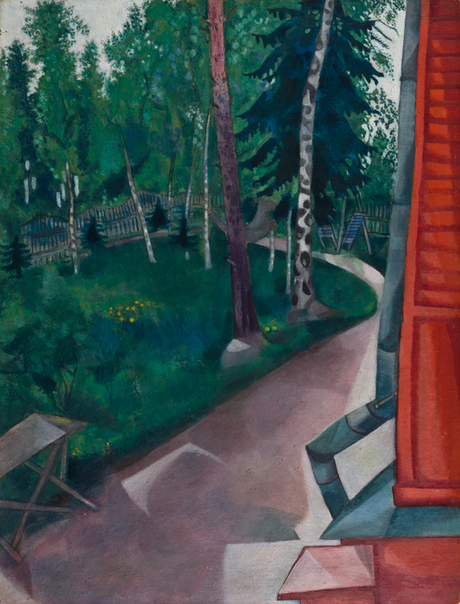
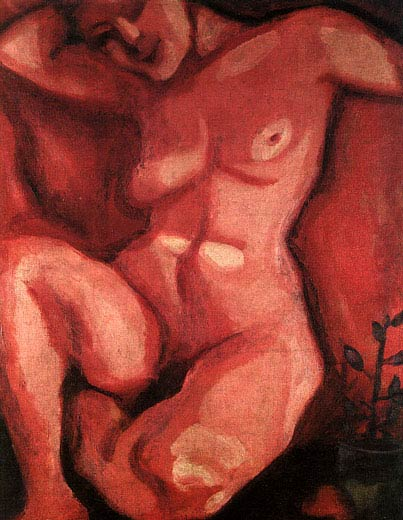
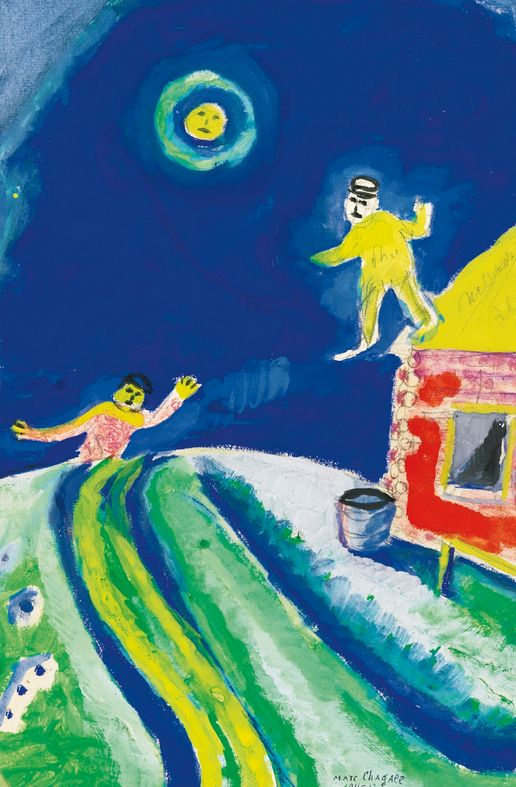
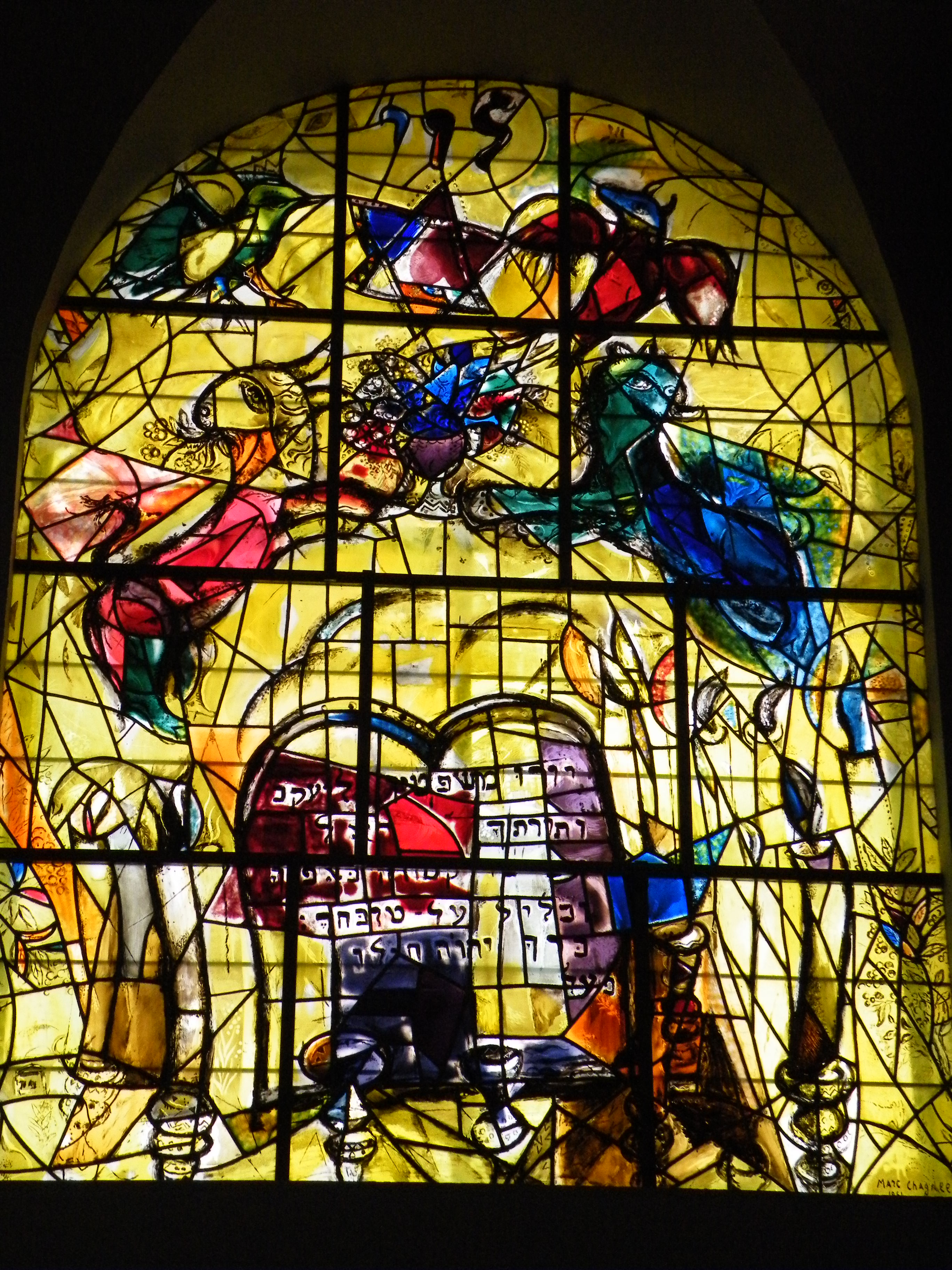